# Hrvatski vaterpolski kup 1997./98.
Hrvatski kup u vaterpolu za sezonu 1997./98. (za 1997. godinu) je osvojila Mladost - Hrvatska Lutrija iz Zagreba.

## Sudionici
- Dubrovnik - Dubrovnik
- Jug - Dubrovnik
- Kvarner Express - Opatija
- Primorje - Croatia Line - Rijeka
- Jadran - Split
- Mornar - Brodospas - Split
- Slobodna Dalmacija - Split
- Solaris - Šibenik
- Aurum osiguranje - Zagreb
- Medveščak - Croatia banka - Zagreb
- Mladost - Hrvatska Lutrija - Zagreb

## Ljestvice i rezultati

### Prednatjecanje
| Skupina A                                        | Skupina A        | Skupina A | Skupina A | Skupina A | Skupina A | Skupina A | Skupina A | Skupina A |
| mj                                               | klub             | ut        | pob       | ner       | por       | gol+      | gol-      | bod       |
| ------------------------------------------------ | ---------------- | --------- | --------- | --------- | --------- | --------- | --------- | --------- |
| 1.                                               | Solaris          | 4         | 4         | 0         | 0         | 39        | 21        | 8         |
| 2.                                               | Jug              | 4         | 3         | 0         | 1         | 34        | 23        | 6         |
| 3.                                               | Dubrovnik        | 4         | 2         | 0         | 2         | 34        | 27        | 4         |
| 4.                                               | Kvarner Express  | 4         | 1         | 0         | 3         | 20        | 36        | 2         |
| 5.                                               | Aurum osiguranje | 4         | 0         | 0         | 4         | 23        | 43        | 0         |
|                                                  |                  |           |           |           |           |           |           |           |
| Igrano od 2. do 5. listopada 1997. u Dubrovniku. |                  |           |           |           |           |           |           |           |

| Skupina A                                    | Skupina A                 | Skupina A | Skupina A | Skupina A | Skupina A | Skupina A | Skupina A | Skupina A |
| mj                                           | klub                      | ut        | pob       | ner       | por       | gol+      | gol-      | bod       |
| -------------------------------------------- | ------------------------- | --------- | --------- | --------- | --------- | --------- | --------- | --------- |
| 1.                                           | Slobodna Dalmacija        | 3         | 2         | 1         | 0         | 31        | 24        | 5         |
| 2.                                           | Primorje - Croatia Line   | 3         | 2         | 0         | 1         | 26        | 21        | 4         |
| 3.                                           | Medveščak - Croatia banka | 3         | 1         | 0         | 2         | 22        | 26        | 2         |
| 4.                                           | Mornar - Brodospas        | 3         | 0         | 1         | 2         | 20        | 28        | 1         |
|                                              |                           |           |           |           |           |           |           |           |
| Igrano od 3. do 5. listopada 1997. u Splitu. |                           |           |           |           |           |           |           |           |

### Četvrtzavršnica
Igrano 11. i 18. listopada 1997.
| klub1                     | rez         | klub2                      |
| ------------------------- | ----------- | -------------------------- |
| Primorje - Croatia Line   | 7:13, 2:15  | Mladost - Hrvatska Lutrija |
| Solaris                   | 13:8, 8:12  | Dubrovnik                  |
| Medveščak - Croatia banka | 7:15, 10:14 | Slobodna Dalmacija         |
| Jug                       | 8:9, 6:6    | Jadran                     |

### Poluzavršnica
Igrano 13. i 20. lipnja 1998. 
| klub1   | rez | klub2                      |
| ------- | --- | -------------------------- |
| Solaris |     | Mladost - Hrvatska Lutrija |
| Jadran  |     | Slobodna Dalmacija         |

### Završnica
Igrano 24. i 27. lipnja 1998.
| klub1              | rez       | klub2                      |
| ------------------ | --------- | -------------------------- |
| Slobodna Dalmacija | 5:7, 9:10 | Mladost - Hrvatska Lutrija |